# Distretto di Arıcak
Il distretto di Arıcak (in turco Arıcak ilçesi) è uno dei distretti della provincia di Elâzığ, in Turchia.